# Reggie September
Reggie September (Ciutat del Cap, 13 de juny de 1923 - 22 de novembre de 2013) va ser un polític i sindicalista sud-africà, que va ser Membre del Parlament i del Comitè Executiu del Congrés Nacional Africà (ANC).
September va néixer a Ciutat del Cap el 1923 en una família de la classe obrera. Es va graduar a l'institut d'educació secundària Trafalgar High School abans de començar a treballar com a aprenent en la indústria de les sabates, on es va convertir en sindicalista. Posteriorment s'uniria a la Lliga Nacional per l'Alliberament, fundada per Cissie Gool, abans de convertir-se en un dels fundadors de l'Organització dels Mestissos Sud-africans el 1953 (més tard conegut com a Congrés dels Mestissos Sud-africans).
El 1960, el govern sud-africà va detenir a September durant cinc mesos sense presentar càrrecs contra ell; en els anys següents seria assetjat i detingut diverses vegades mentre el règim apartheid s'anava ensorrant per culpa de les pressions internes i externes. Finalment, el 1963 va abandonar el país i es va afiliar al Congrés Nacional Africà, representant el partit al Regne Unit i a l'Europa Occidental fins al 1978. Aquell any va passar a ser membre del Consell Revolucionari de l'ANC establert a Lusaka.
Després de la legalització del Congrés Nacional Africà, el 1991, Reggie va tornar a Sud-àfrica, essent elegit Membre del Parlament l'any 1994. Septembre es va jubilar el 2004, i va morir el 2013, a l'edat de 90 anys.